# لس نابالوسییس
لس نابالوسییس (به اسپانیایی: Los Navalucillos) یک شهرستان در اسپانیا است که در استان تولدو واقع شده‌است.

## خصوصیات
لس نابالوسییس ۳۵۶ کیلومترمربع مساحت و ۲٬۶۳۶ نفر جمعیت دارد و ۷۴۰ متر بالاتر از سطح دریا واقع شده‌است.